# سوبر ساكو
سوبر ساكو أو الدي دجاي سوبر ساكو (بالإنكليزية DJ Super Sako) واسمه بالولادة سركيس بالاسانيان رابر وموزع ومنتج موسيقي أرمني أمريكي مشهور.
لاقت أغنيته «مي غنا» (بالإنكليزية Mi Gna وبالأرمنية Մի Գնա بمعنى لا تذهب أو لا تذهبي) رواجا عالميا كبيرا، ليس فقط في أرمينيا وعالم الانتشار الأرمني (المعروفة بالشتات الأرمني)، بل أيضا في مختلف البلدان في أسيا والأميركتين وأوروبا وخصوصا في فرنسا وأيضا بشكل بارز في دول الشرق الأوسط والعالم العربي وشمال أفريقيا وإسرائيل وتركيا وغيرها. للأغنية العديد من النسخ ومنها نسخة من أداء الرابر الفرنسي الكونغولي الأصل ميتر غيمس
لسوبر ساكو العديد من الأغاني المنتجة والميكس بالأرمنية يضيف عليها في الكثير من الأحيان كلمات راب بالإنكليزية من تأليفه وأدائه.
ولد سوبر ساكو وهو اسمه الفني واسمه بالولادة سركيس بالاسانيان في أرمينيا. الا أن أهله من العالم العربي. فوالده هو أرمني سوري وأمه أرمنية لبنانية وهاجرت العائلة إلى أرمينيا حيث ولد بالاسانيان.
انتقل إلى الولايات المتحدة حيث عمل كـ دي دجاي ورابر في كاليفورنيا وأصدر ألبوم Love Crimes (جرائم الحب) عام 2017. ويتضمن الألبوم العديد من ألحانه الرائجة ومنها «مي غنا» الذي هو من أداء مغني الرابيز الأرمني سبيتاكتسي هايكو.
معروف بتعاونه مع العديد من القنانين الأرمن الواسعي الانتشار مثل هايكو (Hayko)، أرمينشيك (Armenchik)، تاتول أفويان (Tatul Avoyan)، هاروت باليان (Harout Balyan) وغيرهم.

## الألبومات
- 2017: Love Crimes (جرائم الحب)

## الأغنيات
- «مي غنا» مع Hayko
- «مي غنا (ريميكس ميتر غيمس)» مع ميتر غيمس وHayko
- "She's Mine - Imn e na" مع Armenchik
- "Amena Lavnes" مع Harout Balyan
- "Na Na Na" مع Tatul
- "Bailamos Juntos" مع Arti M

## وصلات خارجية
- موقع سوبر ساكو الرسمي
- قناة سوبر ساكو على اليوتيوب
- موقع يوتيوب: Super Sako - Mi Gna ft. Hayko
- موقع يوتيوب Maître Gims - Mi Gna ft. Super Sako, Hayko